# Рефік Айвазоглу
Рефік Айвазоглу (тур. Refik Ayvazoğlu; нар. 5 квітня 1986) — турецький борець греко-римського стилю, бронзовий призер чемпіонату Європи.

## Життєпис
Боротьбою почав займатися з 1995 року. Двічі, у 2005 та 2006 роках ставав чемпіоном світу серед юніорів.
Виступав за спортивний клуб «Büyükşehir Belediye» Стамбул. Тренер — Айдин Муса.

## Спортивні результати на міжнародних змаганнях

### Виступи на Чемпіонатах світу
| Змагання                        | Збірна    | Вагова категорія                 | Місце |
| ------------------------------- | --------- | -------------------------------- | ----- |
| Чемпіонат світу з боротьби 2007 | Туреччина | греко-римська боротьба, до 74 кг | 19    |

### Виступи на Чемпіонатах Європи
| Змагання                         | Збірна    | Вагова категорія                 | Місце  |
| -------------------------------- | --------- | -------------------------------- | ------ |
| Чемпіонат Європи з боротьби 2007 | Туреччина | греко-римська боротьба, до 66 кг | Бронза |
| Чемпіонат Європи з боротьби 2009 | Туреччина | греко-римська боротьба, до 66 кг | 23     |
| Чемпіонат Європи з боротьби 2010 | Туреччина | греко-римська боротьба, до 66 кг | 15     |
| Чемпіонат Європи з боротьби 2012 | Туреччина | греко-римська боротьба, до 66 кг | 12     |

### Виступи на Кубках світу
| Змагання                    | Збірна    | Вагова категорія                 | Місце |
| --------------------------- | --------- | -------------------------------- | ----- |
| Кубок світу з боротьби 2010 | Туреччина | греко-римська боротьба, до 66 кг | 6     |
| Кубок світу з боротьби 2011 | Туреччина | греко-римська боротьба, до 66 кг | 9     |

### Виступи на інших змаганнях
| Змагання                                        | Збірна    | Вагова категорія                 | Місце  |
| ----------------------------------------------- | --------- | -------------------------------- | ------ |
| Турнір Дана Колова — Ніколи Петрова 2007        | Туреччина | греко-римська боротьба, до 66 кг | Срібло |
| Турнір Вехбі Емре 2010                          | Туреччина | греко-римська боротьба, до 66 кг | Срібло |
| Чемпіонат світу з боротьби серед студентів 2010 | Туреччина | греко-римська боротьба, до 66 кг | 5      |
| Турнір Вехбі Емре 2011                          | Туреччина | греко-римська боротьба, до 66 кг | Срібло |
| Золотий Гран-прі з боротьби 2011 (Сомбатгей)    | Туреччина | греко-римська боротьба, до 66 кг | 18     |
| Золотий Гран-прі з боротьби 2012 (Стамбул)      | Туреччина | греко-римська боротьба, до 66 кг | Золото |
| Золотий Гран-прі з боротьби 2012 (Сомбатгей)    | Туреччина | греко-римська боротьба, до 66 кг | 8      |
| Турнір Вехбі Емре 2013                          | Туреччина | греко-римська боротьба, до 66 кг | 10     |
| Турнір Дана Колова — Ніколи Петрова 2013        | Туреччина | греко-римська боротьба, до 74 кг | 14     |
| Турнір Вехбі Емре 2014                          | Туреччина | греко-римська боротьба, до 71 кг | 5      |
| Чемпіонат світу з боротьби серед студентів 2014 | Туреччина | греко-римська боротьба, до 75 кг | 13     |
| Турнір Вехбі Емре і Гаміта Каплана 2015         | Туреччина | греко-римська боротьба, до 71 кг | 19     |

### Виступи на змаганнях молодших вікових груп
| Змагання                                       | Збірна    | Вагова категорія                 | Місце  |
| ---------------------------------------------- | --------- | -------------------------------- | ------ |
| Чемпіонат Європи з боротьби серед кадетів 2003 | Туреччина | греко-римська боротьба, до 63 кг | 4      |
| Чемпіонат світу з боротьби серед юніорів 2005  | Туреччина | греко-римська боротьба, до 66 кг | Золото |
| Чемпіонат світу з боротьби серед юніорів 2006  | Туреччина | греко-римська боротьба, до 66 кг | Золото |